# Наголос у праіндоєвропейській мові
Наголос у праіндоєвропейській мові був вільним (міг перебувати на будь-якому складі у слові) і рухливим (міг зміщуватися в межах парадигми одного слова). В основному при реконструкції праіндоєвропейського наголосу вчені спираються на дані давньогрецької мови та ведійського санскриту, меншою мірою балтійських, слов'янських та германські мов. Водночас російська московська акцентологічна школа розвиває протилежний підхід, у котрому балто-слов'янські просодичні дані вважаються архаїчнішими. Наголос був притаманний більшості слів праіндоєвропейської мови, ненаголошеними могли бути лише частки, сполучники, прийменники, деякі форми займенників (так звані клітики).

## Доля індоєвропейської системи наголосу в мовах-нащадках

### Мови, котрі зберегли вільний наголос
Найкраще індоєвропейську систему наголосу зберіг ведійський санскрит. У цій мові наголос залишався вільним і був музичним. Згідно з давньоіндійським граматиком Паніні, у ведійському санскриті було три тони — उदात्तः (udāttaḥ IAST, високий тон), अनुदात्तः (anudāttaḥ IAST, низький тон) і स्वरितः (svaritaḥ IAST, спадний тон). Основним тоном був udāttaḥ, на склад, що йде за складом з udāttaḥ, припадав висхідно-низхідний тон — svaritaḥ (svaritaḥ ставав самостійним наголосом, коли у попередньому складі голосний, несучий udāttaḥ, зникав унаслідок сандгі), на всі інші склади падав низький тон — anudāttaḥ. Незабаром після початку нової ери таку систему акцентуації в санскриті було втрачено. Для тематичних і більшості складних атематичних іменників у ведійській був питомим колумнальний наголос (такий, що перебуває на одному місці в усій парадигмі слова), а рухливий наголос мав місце у односкладових і деяких складних атематичних іменників. Тематичним дієсловам був притаманний колумнальний наголос, а атематичним — рухливий.
Протиставлення udāttaḥ і svaritaḥ не сягає праіндоєвропейської мови, а є витвором власне індоіранської історії.
В авестійській писемності наголос не позначається, тож про його природу можливо судити лише за непрямими ознаками. Наприклад, у цій мові r приглушується перед глухими змичними у наголошеному складі, але не оглушується у ненаголошеному. Вочевидь, індоєвропейський наголос у тому чи іншому вигляді зберігся у низці індоіранських мов: пушту, ваханська, дамелі, шина, їдга.

Грецьке позначення акута

Давньогрецька також непогано зберігла місце індоєвропейського наголосу, проте в ній його свобода була обмежена законом трьох складів (наголос міг бути не далі третього складу від кінця слова, за умови, що останній склад стислий, якщо ж останній склад був довгий, то наголос міг бути тільки на передостанньому чи останньому складах). Окрім того, для давньогрецької є властивим закон Вілера: якщо у слові з дактилічним вислідом (— ‿ ‿) наголос падав спочатку на останній склад, то він переміщався на передостанній (*πατρασί > πατράσι «батькам»). В аттичному говорі діяв також закон Вандрієса: якщо в слові з амфібрахієвим вислідом (‿ — ‿) наголос спочатку падав на довгий склад, то він зміщувався на третій склад від кінця (*ἐγῶγε > ἔγωγε «я ж»). Наголос у давньогрецькій, як й у ведійському санскриті, був тонічним. Існували три тони: акут (дав.-гр. ὀξύς, висхідний тон), циркумфлекс (дав.-гр. δίτονος, висхідно-східний тон) і ґравіс (дав.-гр. βαρύς, низхідний тон). Ґравіс є позиційним різновидом акута, він заміщає акут на кінцевому голосному звуку слова, якщо за ним слідує інше наголошене слово. Циркумфлекс міг перебувати лише на довгих голосних чи дифтонгах. У койні музичний наголос змінився динамічним.
«Класична» молодограматична індоєвропеїстика вважала, що грецькі акут і циркумфлекс є успадкованими з праіндоєвропейської мови. Згідно з Є. Куриловичем, протиставлення акута й циркумфлексу є вже власне грецьким явищем, яке виникло завдяки появі циркумфлексу на місці стягнення голосних після випадання інтервокальних (міжголосних) *s, *j, *w. Джей Джасанофф вважає, що циркумфлекс стояв на довгих голосних, що виникли після випадання ларингалу в міжголосному положенні. Т. Олландер розвиває цю точку зору, вважаючи, що праіндоєвропейські довгі голосні, що виникли за законом Семереньї та після випадання ларингалу не в міжголосному положенні, несуть на останньому складі багатоскладового слова в давньогрецькій акутовий наголос (пра-і.є. *dh3tḗr > дав.-гр. δοτήρ «дарівник, дародавець», пра-і.є. *bhugáh2 > дав.-гр. φυγή «втеча»), а довгі голосні, що виникли через набуття голосних (зокрема через випадання ларингалу), — циркумфлексний наголос (пра-і.є. *h2eĝróei > дав.-гр. ἀγρῷ «полю», пра-і.є. *bhugáh2ai > дав.-гр. φυγῇ «втечі»). Щодо односкладових слів, то в них, за цією теорією, акут виникав у складах, закритих двома приголосними, а циркумфлекс — однією.

Грецьке позначення циркумфлексу

Литовська та давньопрусська мови зберегли рухливий наголос, у латиській мові, ймовірно, під впливом балтійсько-фінських мов наголос вкоренився на першому складі. У литовській виділяють дві складові інтонації: акут (низхідна інтонація) та циркумфлекс (висхідна інтонація). У литовських іменників виділяють чотири акцентні парадигми, які виникли (через дію закону Фортунатова — де Сосюра) із двох первісних парадигм — одна була з нерухомим наголосом на корені, а інша з рухомим.

Грецьке позначення ґравісу

У праслов'янській мові наголос був рухливим і музичним, проте у більшості сучасних слов'янських мов він сильно змінив свій характер. Музичний характер наголос зберіг лише у сербохорватській та словенській мовах, однак у сербохорватській наголос систематично змістився на один склад ближче до початку слова. Східнослов'янські, болгарська, кашубська та нещодавно вимерла словінцька зберегли рухливість наголосу, але музичний наголос у них змінився динамічним. У чеській, словацькій, польській, лужицьких та македонській мовах наголос втратив як рухливість, так і музичну властивість. Для останнього щабля існування праслов'янської мови відтворюють два споконвічні тони — акут (висхідна інтонація; за версією В. А. Дибо, висхідно-східна) і циркумфлекс (низхідна інтонація) — й один інноваційний — новий акут, що з'явився унаслідок пересування наголосу. У праслов'янських іменників виділяють три акцентні парадигми, які виникли з двох первісних парадигм, одна була з нерухомим наголосом на першому складі, а інша з рухомим.
Подібності між балтійською та слов'янською системами настільки великі, що дозволяють реконструювати балто-слов'янську систему акцентуації. Слід зазначити, що балтійський акут відповідає слов'янському циркумфлексу, а балтійський циркумфлекс слов'янському старому акуту. Балто-слов'янську нерухому акцентну парадигму зводять до праіндоєвропейських баритонованих іменників (з наголосом на корені), а рухливу парадигму до праіндоєвропейських окситонованих іменників (з наголосом на закінченні).
Через особливості писемності залишається незрозумілою природа наголосу в анатолійських мовах. Х. Кронассер припустив, що scriptio plena (подвоєння клинописного знаку) може передавати наголошеність голосного звуку, як-то, наприклад, у слові e-eš-ḫa-ar «кров» (н.-з. в. од.), iš-ḫa-na-a-aš «крові» (р. в. од.), iš-ḫa-ni-i «крові» (д.-м. в. од.), порівн. з відповідними д.-інд. ásṛk, asnáḥ, asné.

### Мови, котрі не зберегли вільний наголос
У прагерманській мові вільний наголос у певний час змінився фіксованим на першому складі. Поза тим, певні відомості про місце наголосу в прагерманських словах можна отримати завдяки закону Вернера. Ці відомості відповідають ведійським та давньогрецьким даним.
У кельтських мовах наголос також набув фіксованого характеру: у гойдельських мовах на першому складі, у бритських на передостанньому.
У класичній латинській мові наголос був зв'язаним: він знаходився на другому складі від кінця слова, якщо він був довгим, і на третьому від кінця, якщо другий був коротким (так зване «правило третьої мори»). Щодо характеру латинського наголосу точаться суперечки. Одна теорія (поширена серед французьких та італійських мовознавців) стверджує, що він був музичним. Ця теорія ґрунтується на описах античних граматиків і тому факті, що в латинській поезії наголос не відіграє жодної ролі. Згідно з іншою теорією (поширеною серед німецьких, англійських та американських мовознавців), наголос у латинській був динамічним. На користь цього говорить редукція голосних у серединних та кінцевих складах у певний період латинської мови. Оскільки редукція не відбувалася в початкових складах, було висунуто припущення, що в деякий період історії латині для цієї мови був властивим динамічний наголос на першому складі, що викликав редукцію голосних, а потім перемістився на другий або третій склад від кінця. Прихильники цієї теорії вважають, що свідчення античних авторів є зліпком з грецьких граматичних описів, а латинська система віршування також запозичена у греків. З III-IV ст. н. е. наголос у латині стає безперечно динамічним.
У тохарських мовах наголос також мав фіксований характер: у тохарській А він падав на перший склад, у тохарській В на передостанній.
У протовірменській мові наголос встановився на передостанньому складі, який після редукції та зникнення голосних останнього складу сам став останнім.
В албанській наголос падає на останній склад основи слова.

## Опис явища

### Місце наголосу
Місце наголосу зазвичай визначається на підставі відповідностей у ведійському санскриті та давньогрецькій, іноді залучаються німецькі дані та зрідка балто-слов'янські та анатолійські.
| праіндоєвропейська | санскрит      | давньогрецька  | готська        |
| ------------------ | ------------- | -------------- | -------------- |
| *ph2tḗr «батько»   | pitā́ «батько» | πᾰτήρ «батько» | fadar «батько» |
| *bhréh2tēr «брат»  | bhrā́tā «брат» | φράτηρ «брат»  | brōþar «брат»  |

Проте, за оцінками хорватського мовознавця М. Каповича, приблизно в чверті греко-ведійських паралелей місце наголосу не збігається. Наприклад:
- дав.-гр. ἀγρός — д.-інд. ájraḥ «поле»;
- дав.-гр. ἑκυρός — д.-інд. śváśuraḥ «свекор».

При реконструкції переміщень наголосу в парадигмі іменника також спираються на ведійські та давньогрецькі дані:
|              | санскрит   | давньогрецька       |
| ------------ | ---------- | ------------------- |
| Н. в. одн.   | pā́t «нога» | πούς «нога»         |
| Р. в. одн.   | padáḥ      | ποδός               |
| М. в. одн.   | padé       | ποδί (дав. в.)      |
| З. в. одн.   | pā́dam      | πόδα                |
| Н. в. мн.    | pā́daḥ      | πόδες               |
| Р. в. мн.    | padā́m      | ποδῶν               |
| З. в. мн.    | padáḥ      | πόδας               |
| М. в. мн.    | patsú      | ποσσί (гомерівськ.) |
| Н. в. двоїни | pā́dau      | ποδε                |

Давньогрецькі та ведійські дані дозволяють відновити для праіндоєвропейської мови дві акцентні парадигми — баритоновану (з наголосом на корені) та рухомо-окситоновану.
1926 року Г. Педерсен виділив у праіндоєвропейського іменника два аблаутно-акцентні класи: з наголосом на тематичній голосній в номінативі та аккузативі, на закінченні в інших відмінках (у сучасній термінології «гістеродинамічний») і з наголосом на корені в номінативі та аккузативі, на тематичній голосній в інших відмінках (у сучасному визначенні «протеродинамічний»).
Д. Адамс і Дж. Меллорі виділяють також акростатичний клас (наголос завжди на корені) і голокінетичний (наголос на корені в номінативі та аккузативі, на закінченні в інших відмінках).
|       | протерокінетичний (протеродинамічний) | голокінетичний (голодинамічний) | гістерокінетичний (гістеродинамічний) | акростатичний      |
| ----- | ------------------------------------- | ------------------------------- | ------------------------------------- | ------------------ |
| Н. в. | *h2óiu «життя»                        | *póntōh2s «шлях»                | *ph2tḗr «батько»                      | *bhréh2tēr «брат»  |
| Р. в. | *h2ióus «життя»                       | *pņth2ós «шляху»                | *ph2trós «батька»                     | *bhréh2tŗs «брата» |

М. Мейєр-Брюґґер виділяє три класи з нерухомим наголосом: акростатичний (з наголосом на корені), мезостатичний (з наголосом на приростку) і телевтостатичний (з наголосом на закінченні), і чотири класи з рухомим наголосом: протерокінетичний (наголос на корені та тематичній голосній), гістерокінетичний (наголос на тематичній гласній та закінченні), амфікінетичний (наголос на корені та на закінченні) та голокінетичний (наголос на корені, тематичній гласній та закінченні).
Для тематичних іменників був питомішим є постійний наголос у парадигмі, а для атематичних рухомий.
При реконструкції переміщень наголосу у парадигмі дієслова доводиться найчастіше спиратися лише на ведійські дані (через дію в давньогрецькій закону трьох складів, що спотворив початкову картину). У хеттській мові для дієслів відмінювання на -mi була властива рухлива акцентна парадигма, а для дієслів на -ḫi баритонована парадигма, що В'яч. Вс. Іванов зводить до праіндоєвропейської мови.
А. Лубоцький вважає, що місце наголосу в праіндоєвропейському слові було детерміновано приналежністю морфем слова до певних просодичних класів (у цьому він розвиває концепцію В. А. Дибо, згідно з якою у балто-слов'янських мовах вибір акцентної парадигми у невивідних слів є невмотивованим, а у вивідних — мотивованим). Лубоцький виводить наступне правило взаємозв'язку будови кореня і наголосу: якщо в корені немає змичних і змичні не сусідять з коренем, то його повний ступінь буде наголошеним, а нульовий ненаголошеним; якщо в корені є змичний, то він буде наголошеним, якщо цей змичний глухий, а суфікс слова закінчується на -o-, або якщо змичний дзвінкий, а суфікс закінчується на -i- або -u-, якщо ці умови не виконуються, то корінь буде ненаголошеним.

## Природа наголосу
Про характер наголосу тривають суперечки. З одного боку, дані ведійського санскриту, давньогрецької та балто-слов'янських мов вказують на те, що наголос був тонічним. З іншого боку, виникнення аблауту пов'язується з редукцією голосних, яка зазвичай властива мовам з динамічним наголосом. Існують прихильники як тонічної (наприклад, А. Мейє та Р. Бекес), так і динамічної природи праіндоєвропейського наголосу. Водночас, існують компромісні позиції, згідно з якими спочатку наголос носив динамічну природу, а під кінець існування прамови змінився на тонічний або поєднував у собі риси і динамічного наголосу, і тонічного.
П. Ф. Фортунатов, Й. Міккола та С. Івшич відновлювали для праіндоєвропейської мови дві інтонації — акут (висхідно-східна) та циркумфлекс (низхідно-висхідна).
Д. Адамс і Дж. Меллорі, а також Т. Оландер вважають, що наголошений склад вимовлявся з високим (або підвищуваним тоном), а ненаголошений з низьким (або спадним).
Оригінальне припущення висунув польський лінгвіст Є. Курилович. Згідно з цією гіпотезою, давній стан зберігає лише ведійський санскрит, давньогрецька система акцентуації є наслідком доісторичних набутків голосних, а балто-слов'янська стала наслідком пересування наголосу з початкових складів. При цьому наявність у давньогрецькій та балтослов'янських мовах збігів у місці наголосу Курилович вважає випадковим і незведеним до праіндоєвропейського стану. Гіпотезу Куриловича було відкинуто науковою спільнотою.
Л. Г. Герценберґ створив гіпотезу, згідно з якою в праіндоєвропейській мові було чотири тони, в основі котрих лежали дві розрізнювальні ознаки: висота/сила та ларингалізованість/фарингалізованість. До того ж, на думку вченого, ці тони могли впливати на приголосні звуки.

## Роль наголосу у морфологічній системі праіндоєвропейської мови
Наголос в індоєвропейських мовах, у яких він залишився рухливим і нефіксованим, має два завдання:
- Він супроводжує словотворення та словозміну (у іменників з приростком *-es-/-os- наголос був на корені, а з *-tei-/-ti- власне на приростку);
- Він розрізняє однокорінні слова (дав.-гр. φορός «несний» — φόρος «податок», д.-інд. váraḥ «обмежений, замкнутий простір» — varáḥ «вибраний»).

## Історія вивчення
1843 року О. фон Бетлінґк видав працю «Ein erster Versuch über den Accent im Sanskrit», присвячену давньоіндійському наголосу. 1845 року Т. Бенфей написав рецензію на цю працю, в якій зіставляв давньоіндійські дані з давньогрецькими. Л. Г. Герценберґ вважає Т. Бенфея основоположником вивчення праіндоєвропейського наголосу. Надалі великий внесок у цю область індоєвропеїстики зробили такі вчені, як Ф. Бопп (який провів системний розбір греко-ведійських акцентних відповідностей, а також залучив слов'янський та балтійський матеріал), К. Вернер (відкрив фонетичний закон, названий на його честь), А. Бецценберґер (займався греко-литовськими відповідностями), П. Ф. Фортунатов (відкрив закон пересування наголосу в балтійських мовах), Є. Курилович та В. А. Дибо (висунув концепцію, згідно з якою у балто-слов'янських мовах вибір акцентної парадигми у невивідних слів невмотивований, а у вивідних мотивований).